# Chiesa di Santa Maria Assunta (Gussago)
La chiesa prepositurale di Santa Maria Assunta è la parrocchiale di Gussago, in provincia e diocesi di Brescia; fa parte della zona pastorale di Gussago.

## Storia
La prima pietra della chiesa fu posta nel 1743; la struttura, edificata in stile neoclassico su progetto di Giorgio Massari, venne terminata nel 1760.
Nel secolo successivo l'interno della chiesa fu decorato e venne decorata la facciata, disegnata da Rodolfo Vantini e Luigi Donegani.
Nel 1857 fu costruita la scalinata d'accesso alla parrocchiale, mentre nel 1879 quest'ultima venne dotata dell'organo, opera della ditta Tonoli. 
Nel 1931 fu iniziato il campanile.
La chiesa venne consacrata nel 1950.

## Descrizione

### Esterno

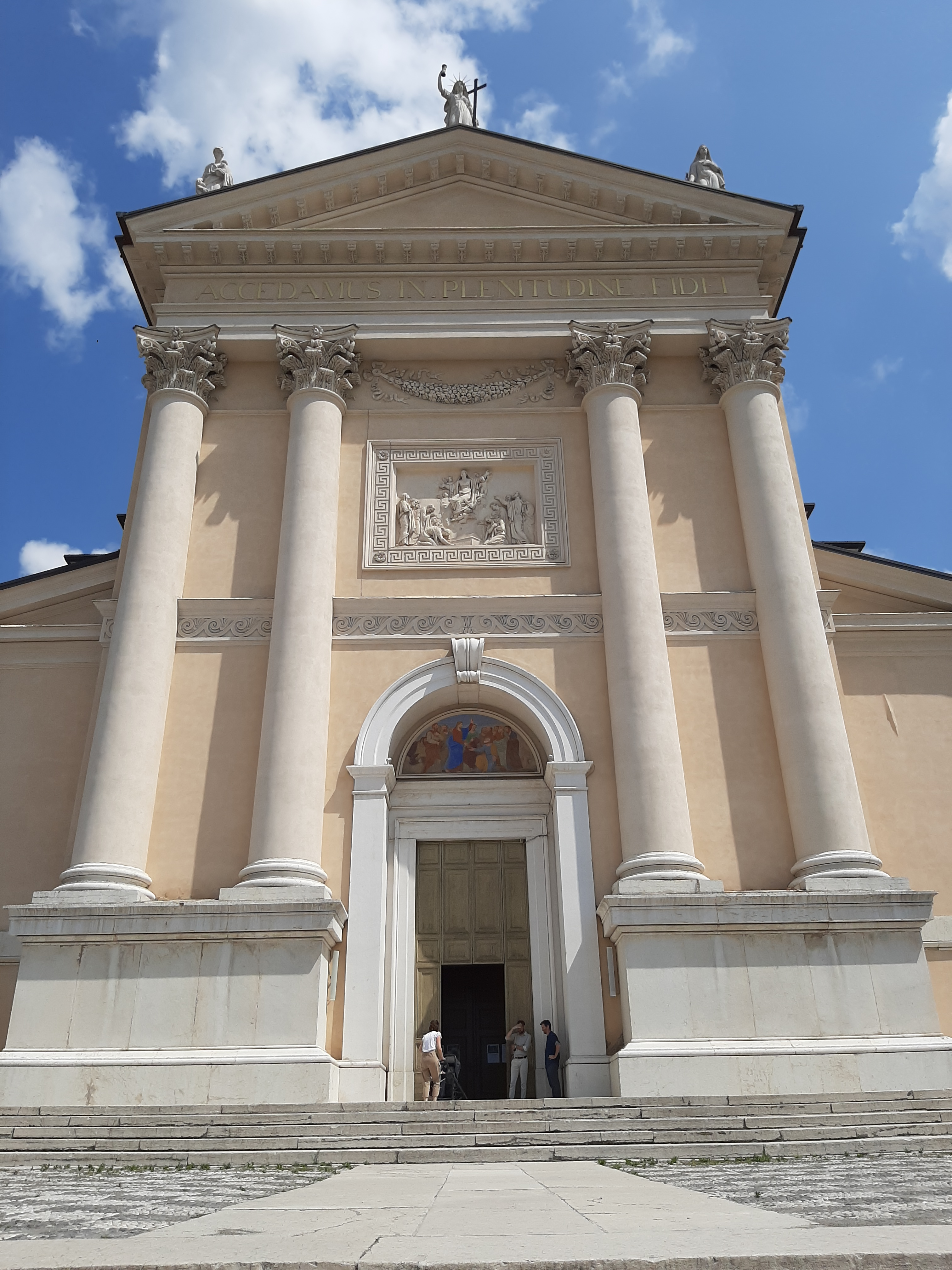
Facciata
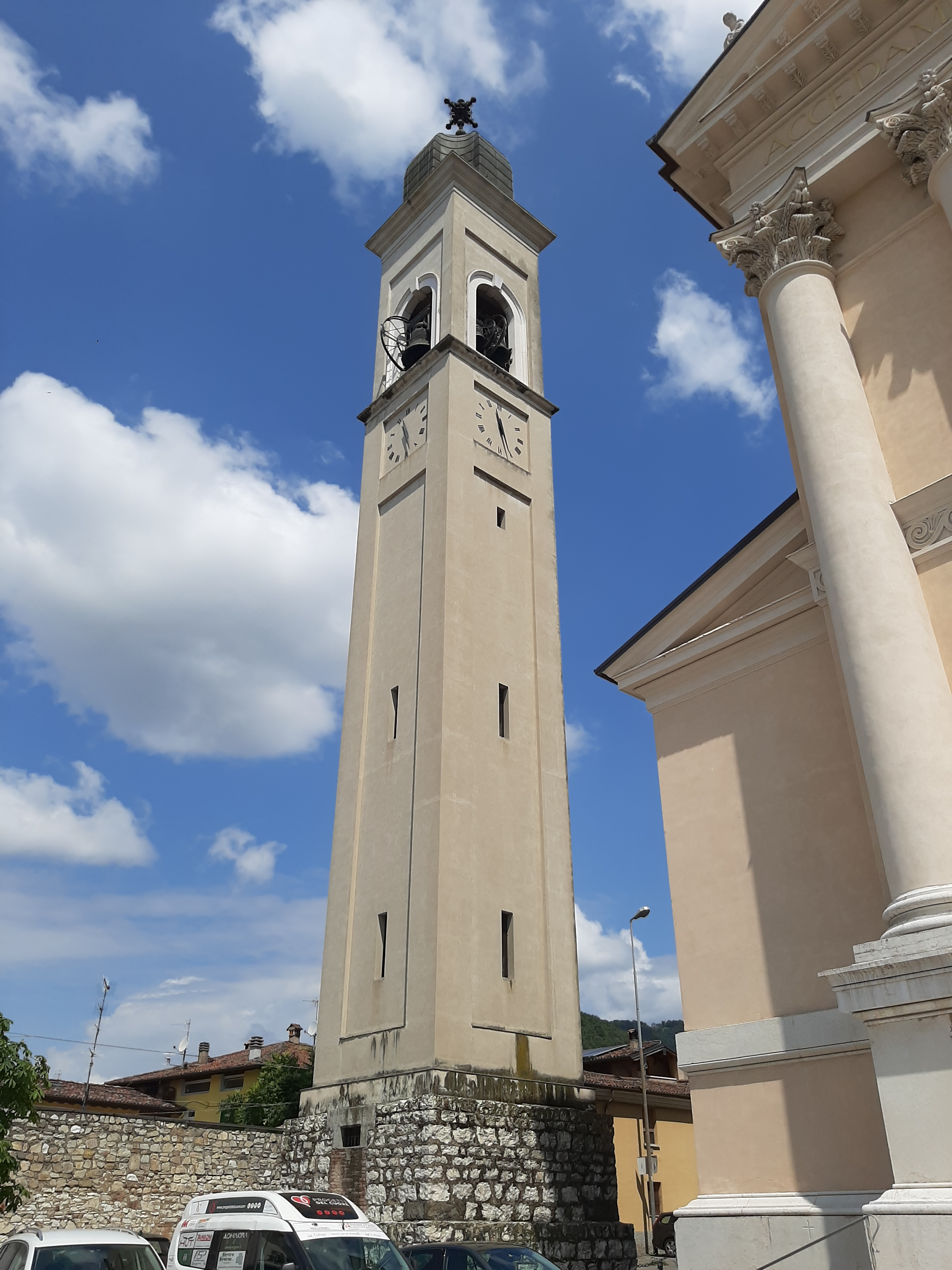
Campanile
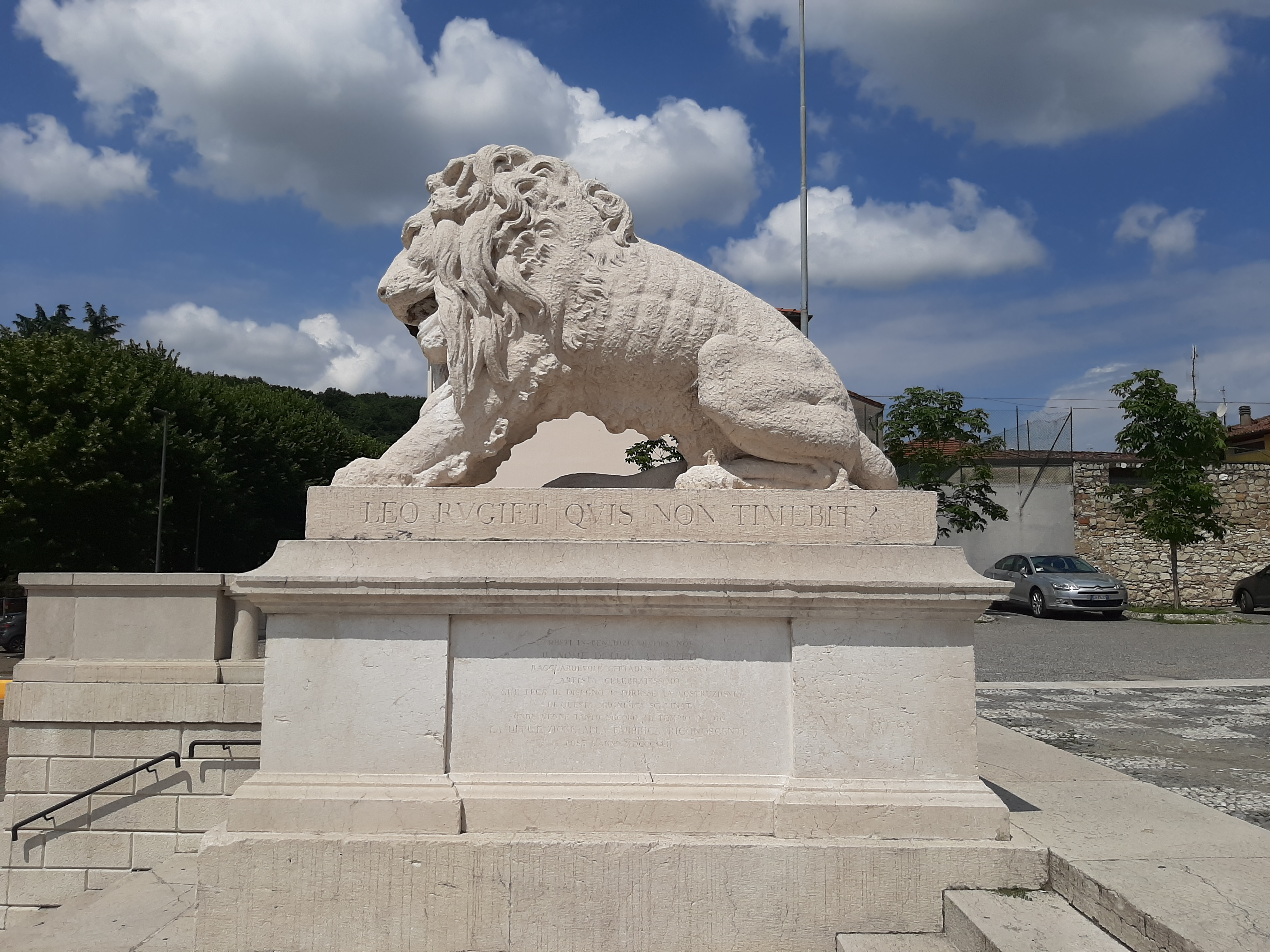
Statua di leone a sinistra della scalinata d'ingresso

### Interno

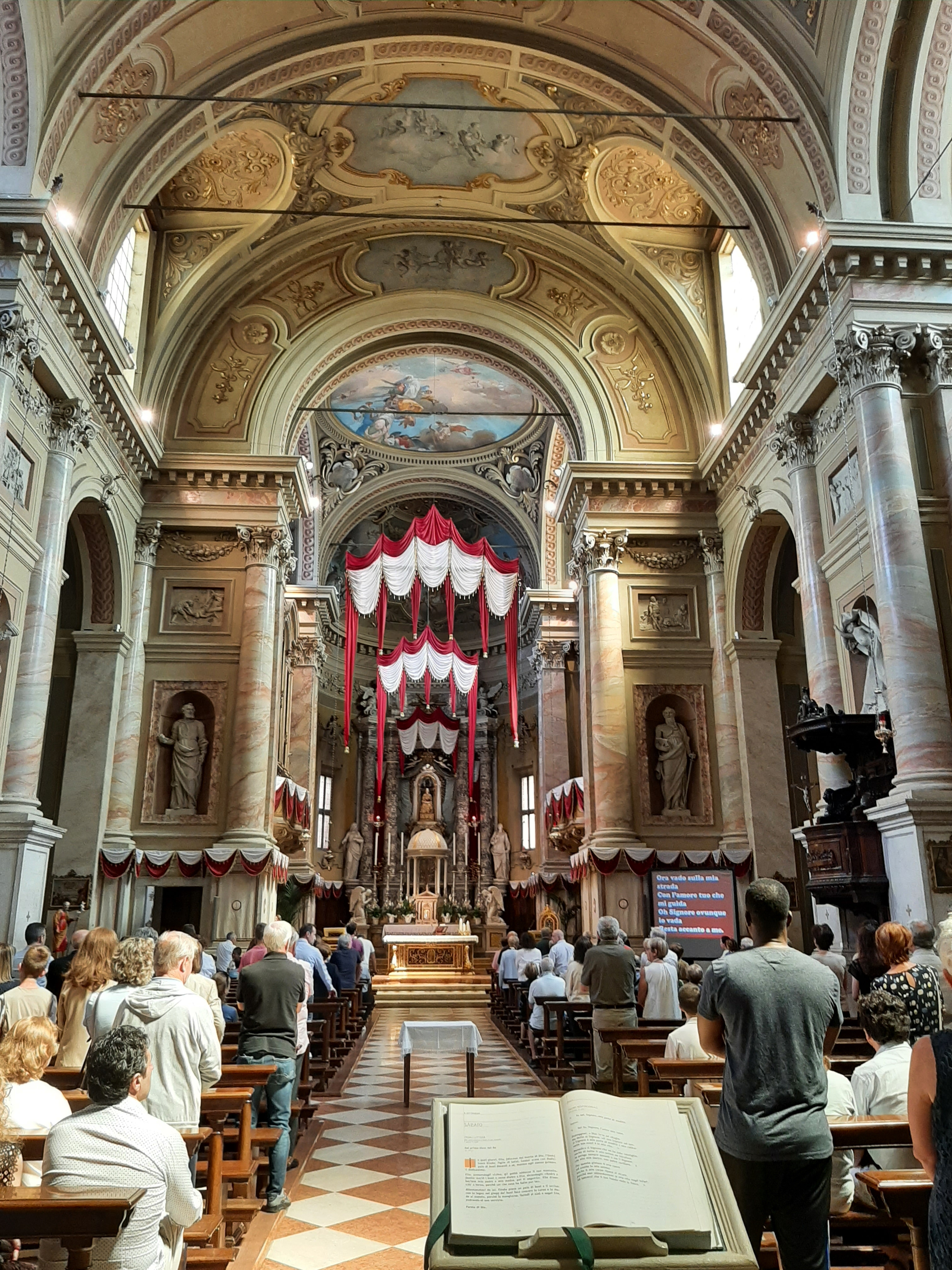
Interno della chiesa

All'interno della chiesa sono conservate diverse opere di pregio, tra le quali il cinquecentesco fonte battesimale, la tela raffigurante l'Angelo della Purità, realizzata nel 1855 da Angelo Inganni, il settecentesco altare del Rosario, la pala con soggetto la Madonna del Rosario assieme ai Santo Domenico, Fermo, Apollonia e Lucia, opera di Sante Cattaneo, dello stesso autore la tela della Predicazione del Battista, la statua dell'Angelo della Rivelazione, scolpita da Domenico Ghidoni, e l'affresco che ha come soggetto San Giovanni Battista, dipinto da Tita Mozzoni nel 1945.